# Championnat d'Europe de polo 1993
Navigation
Édition suivante
Le championnat d'Europe de polo 1993, première édition du championnat d'Europe de polo, a lieu en 1993 à Saint-Moritz, en Suisse. Il est remporté par l'Angleterre.